# 苫米地義三
苫米地 義三（とまべち ぎぞう、1880年〈明治13年〉12月25日 - 1959年〈昭和34年〉6月29日）は、日本の実業家、政治家。位階は正三位。運輸大臣（第8代）、内閣官房長官（第3代）、衆議院議員（3期）、参議院議員（1期）、サンフランシスコ講和会議全権委員。

## 経歴
1880年（明治13年）12月25日、青森県上北郡相坂村（藤坂村を経て現在の十和田市）に生まれる。父の金次郎は村の評議員で、明治22年の市町村制施行時は、藤坂村の第1期村会議員にも選ばれた地域の有力者だった。一方で北海道開拓に並々ならぬ関心を抱いており、翌1890年（明治23年）には全財産を担保にして土地を買い、後志国磯谷郡南尻別村大谷地（現在の北海道蘭越町大谷地）に移り住んだ。
無学で苦労した金次郎は、子供たちの教育に人一倍熱心だった。移住先に学校がなかったことから、三男だった義三は高等小学校卒業まで青森に留まり、4年遅れで家族に合流した。
1895年（明治28年）6月、旧制札幌中学校に編入。当初は、長兄の友人の斡旋により、保証人である農園主宅に寄宿していた。しかし、事情により自活しなければならなくなり、在学中は牛乳配達で生計を立てた。1900年（明治33年）3月、同校を卒業。
1903年（明治36年）3月に東京高等工業学校（のちの東京科学大学）応用化学科を卒業。大阪の阿部製紙に就職したのち、大日本人造肥料会社（のちの日産化学）に就職する。同社では化学エンジニアとして数々の特許取得に貢献した。1907年（明治40年）、従兄妹（実母の妹の娘）のせきと結婚。
戦前・戦中は肥料・油脂業界で活躍した。東北興業副総裁、大日本人造肥料会社、第一化学工業株式会社、南部鉄道社長などを務めた。実業家として全国肥料商業組合理事長や経団連理事を歴任したほか、破産した八戸銀行の再建にも尽力し、副頭取を務めた。
政治家としては衆議院議員（1946年-1952年、当選3回）、参議院議員（1953年-1959年、当選1回）を務めた。政党は日本進歩党、民主党、国民民主党（党首）、改進党、日本民主党、自由民主党に所属した。

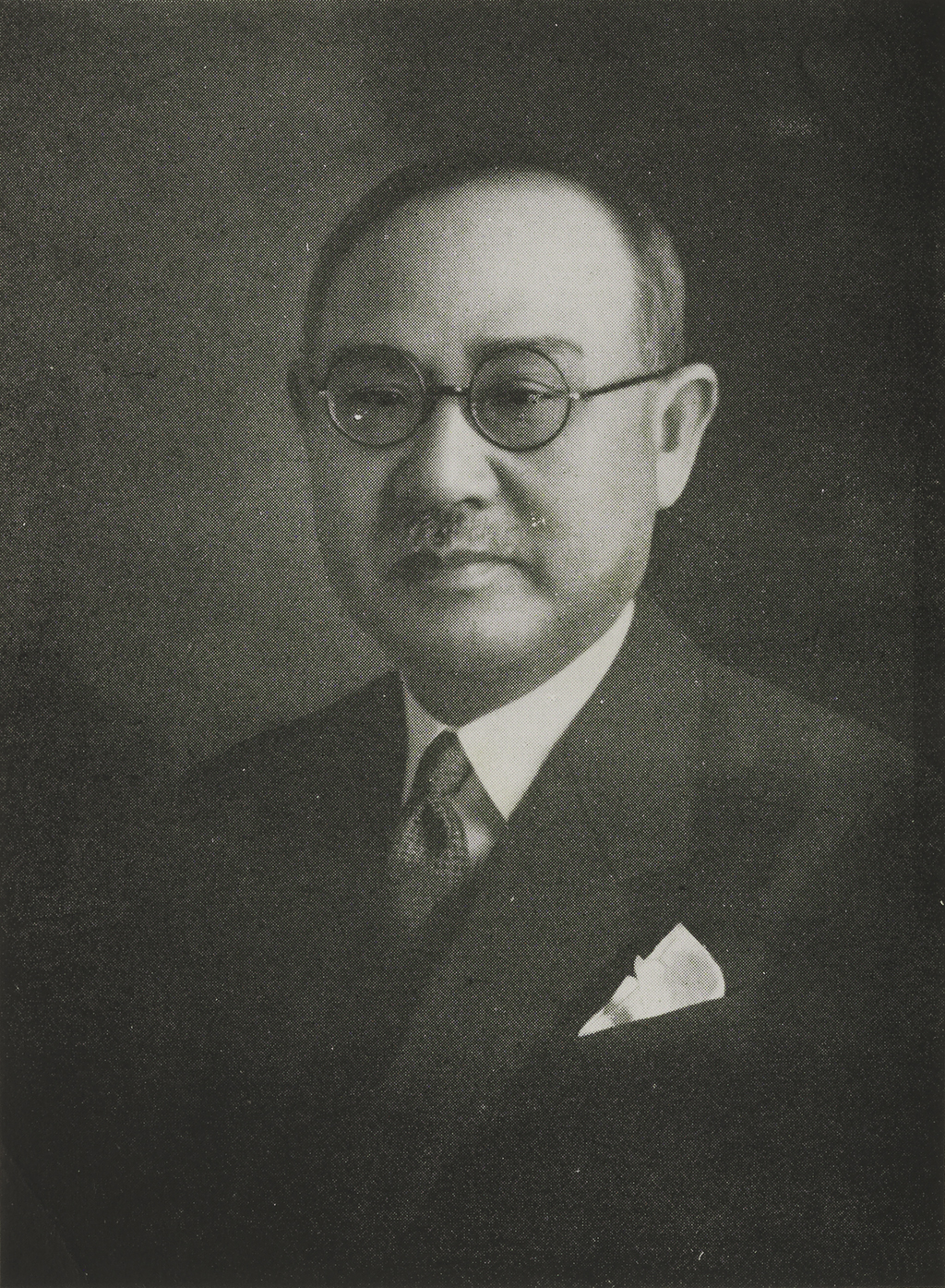
苫米地義三

1946年4月10日、終戦後初の衆議院選挙に日本進歩党公認で青森全県区から出馬し、定数7の立候補者38名中7位で初当選した。当時既に67歳で、当選7人のうち最も高齢であった。
1947年4月25日の衆議院選挙には、民主党公認として青森一区から立候補し、小笠原八十美（民主自由党）・山崎岩男（民主党）に次ぐ3位で当選。同年6月1日、片山内閣において当時の大物議員が公職追放に遭った影響もあり、当選2回にして運輸大臣として初入閣を果たした。同年12月4日に運輸大臣を辞任。この年、社団法人蔵前工業会理事長に就任。
1948年3月10日、芦田内閣にて国務大臣兼内閣官房長官として入閣。いつでも気さくに取材に応じ、また嘘をつかない姿勢から新聞記者たちに慕われたという。在任中の7月29日、政治資金に関する問題で衆議院不当財産取引調査特別委員会に証人喚問された。同年10月15日、内閣が昭和電工事件により総辞職に追い込まれる。この混乱時、GHQ民生局が民主党の実力者であった苫米地を首相候補に挙げ、自由党の山口喜久一郎を一時的に首相に据えたのち、苫米地に禅譲させるシナリオを持っていたとされる。
1949年1月23日の衆議院選挙に青森一区から民主党公認で立候補し、小笠原八十美に次ぐ2位で当選。
1950年4月28日、野党第一党となる国民民主党を結成し、最高委員長を務める。
1951年、サンフランシスコ講和会議で野党を代表する形で全権委員の一人となる。
1952年衆議院解散（抜き打ち解散）後の、衆議院選挙に立候補せず、日本国憲法第7条を衆議院解散の実質的根拠として行われた解散が憲法違反であるとして訴訟を起こした（詳細は苫米地事件を参照）。
1953年4月24日に行われた参議院選挙に、国民民主党が合流し結成された改進党公認で全国区から出馬し当選。改進党参議院議員会長を務め、改進党が日本民主党に合流し最高委員に就任、その後結党された自由民主党に合流。参議院議員の任期を全うして、政界を引退した。
1958年冬、翌春の参院改選に向けて津軽地方を遊説中、五所川原市での講演会席上で背中が急激に痛み出し、市内の江渡病院に緊急入院する。帰京後は目黒区三谷の自邸で治療に専念していたが、1959年5月27日に入浴中に倒れて虎の門の共済病院に入院、療養に入った。
1か月後の6月29日、78歳で死去。死没日をもって勲一等旭日大綬章追贈、正三位に叙される。
酒や煙草を嗜まず、宴席を好まなかった。一方で骨相学、考星学（アストロロジー）、姓名学、霊気療法の研究を趣味としたという。

## 親族
- 父：苫米地金次郎（北海道蘭越町大谷地区を開拓[2]）
- 長兄：金太郎
- 次兄：造酒弥（京城にわたり実業家として成功[2][11]）
- 弟：四楼（陸軍少将）[12]

政治学者の藤本一美によれば、苫米地家は関東管領上杉憲政の末裔、藤原北家勧修寺派山内上杉流苫米地家の一族で古くは中臣鎌足まで遡ることができる日本の名門家系とされる。